# Charles J. Hughes, Jr.
Charles J. Hughes, Jr. (Kingston, 1853. február 16. – Denver, 1911. január 11.) az Amerikai Egyesült Államok szenátora (Colorado, 1909–1911).